# Grundstam

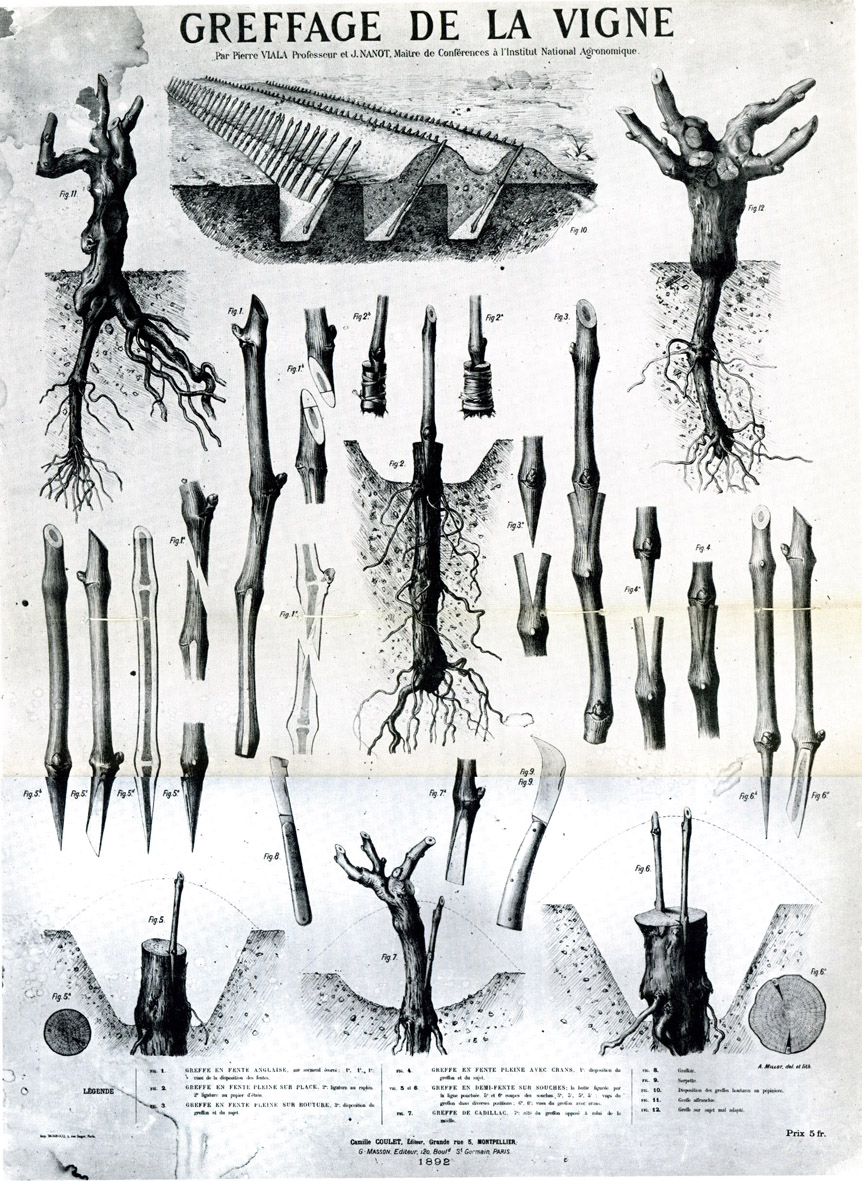
Plansch från Frankrike som ger instruktioner i hur man lär sig tekniken att ympa amerikanska vinstockar. Efter vinlusens ankomst till Europa på 1860-talet var detta avgörande kunskap. Vinlusen, Phylloxera, höll på att förgöra den europeiska vinodlingen totalt, men amerikanska grundstammar är immuna. Innan vinlusen var europeiska viner stående på egen rot och det finns några få undantag där detta fortfarande är fallet. Planschen är daterad till slutet av 1800-talet

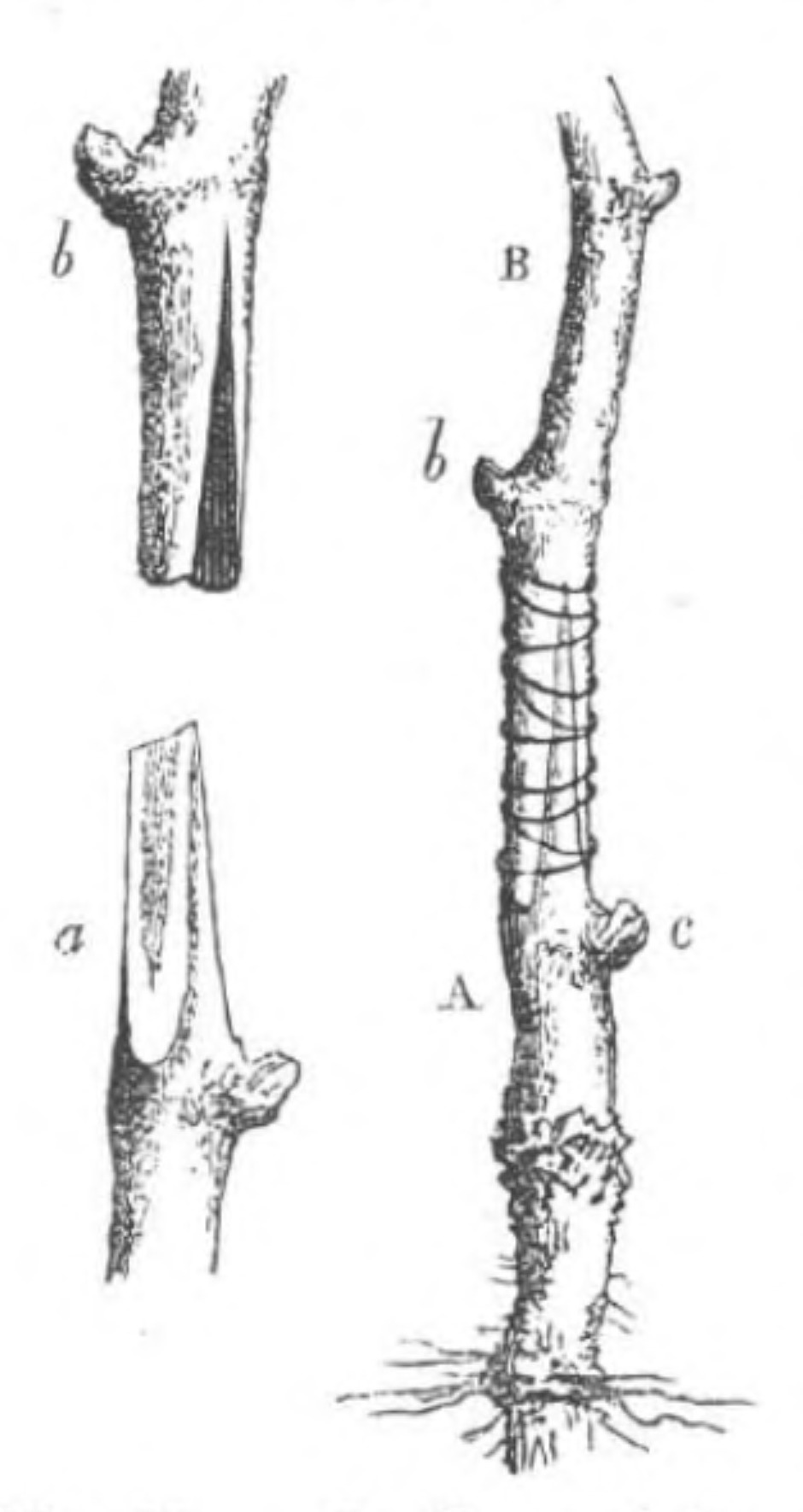
Ympning av grundstam. A är grundstammen t.ex. Alnarps A2 som utgör rotsystemet. Ovanför den sitter ädelsorten, till exempel Ingrid Marie. C är ett anlag/en knopp till ett vildskott vilket klippes av ifall det utvecklas. B är ädeldelen som man hoppas skall utvecklas till ett träd.

En grundstam används som underlag vid ympning av olika fruktvarieteter. Grundstammen utgörs av rotsystemet och den delen av trädet som befinner sig under ympningsstället. Grundstammar kan vara antingen fröstammar eller klonstammar som är vegetativt förökade. Förr i tiden, historiskt, har man alltid använt vildaplar som grundstammar för äppleträd. Vildaplar har dock den egenheten att alla är genetiskt olika så det gick inte att förutse hur trädet skulle bli. Därför började de tidiga pomologerna utveckla metoder för att få mer kontroll över odlingen, de skapade standardiserade grundstammar genom kloning och vegetativ förökning. 
Vegetativ förökning kan ske genom så kallade avläggare eller kupning, det senare är vanligt för äpple, plommon och kvitten. Att föröka körsbär (stenfrukt) vegetativt, att skapa kloner, är ganska svårt jämfört med till exempel äpple (kärnfrukt).
Grundstammar används vid odling av de flesta olika sorters fruktträd, bland annat äpplen och plommon, men även vid odling av rosor och vindruvor. Man ympar eller okulerar en ädelsort på en annan sort (grundstam) som har egenskaper man eftersträvar. Starkväxande grundstammar ger i allmänhet större träd med god jordförankring och stadiga grenar. Svagväxande grundstammar ger mindre träd med klenare rotsystem som gör att trädet inte står lika stadigt förankrat i marken. Grundstammen kan, förutom storlek, avgöra vilken härdighet trädet får, det vill säga hur långt norrut man kan plantera trädet/vilken växtzon som avses. Vid vinodling väljer man ofta grundstam (rotstock) utefter jordart och kvalitet på det vatten man använder för eventuell bevattning. Motståndskraft mot nematoder (typ av rotsjukdom) är också viktigt för områden där det är vanligt förekommande.
Kärnfruktträd (äpple och päron) och vin ympas på underlaget, men stenfruktträd (körsbär och plommon) och rosor okuleras på grundstammen. 

## Körsbär

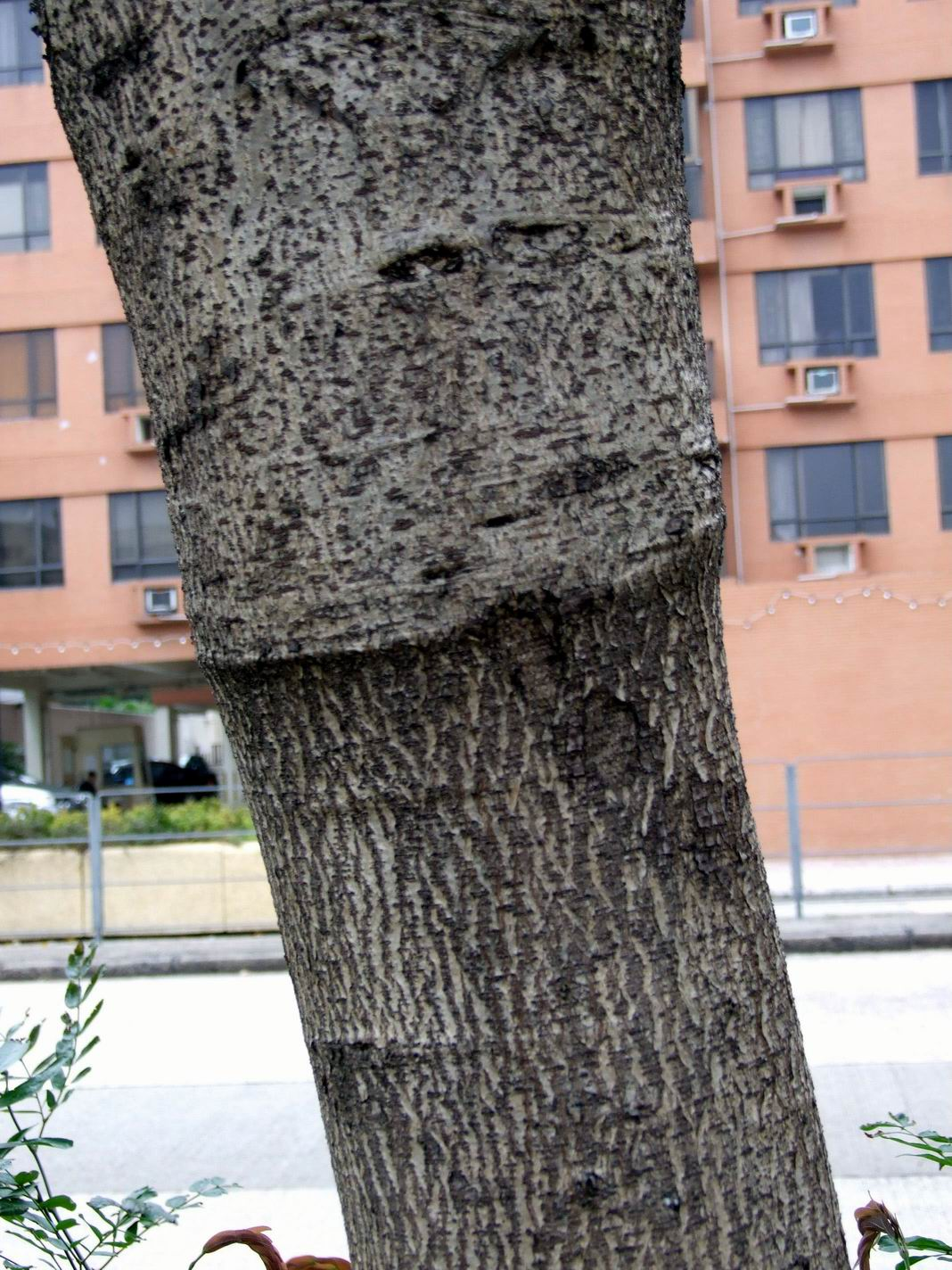
På de flesta fruktträd kan man se ett ställe där stammen byter karaktär eller där det finns en utbuktning. Det är ympstället. Grenar som kommer under ympstället, från grundstammen, skall klippas bort, annars tar de energi från det man vill ha, det vill säga ädelsortens frukter. På bilden är ympstället övertydligt och ligger mycket högre upp än vad som är vanligt på svenska fruktträd.

### Prunus avium
P. avium är starkväxande och ger stora träd med god förankring i jorden. Detta underlag ger träd med något sen fruktsättning men med god härdighet, upp till zon 5. Den planteringsyta som behövs är ca. 15-25 m2 beroende på ädelsort, men också beroende på läge och jordmån, terroir.

### Prunus `Gisela 5´
Gisela är svagväxande och träden blir endast 35% av storleken jämfört med P. avium. Träd med denna grundstam börjar bära frukt tidigt, omkring två–tre år efter plantering. Mycket god härdighet upp till zon 6. Gisela bildar inga rotskott och uppskattad planteringsyta är 9-12 m2 .

## Plommon

### Prunus cerasiferakörsbärsplommon
Starkväxande med god jordförankring. Något senare fruktsättning. God härdighet. Planteringsyta 15-20 m2

### Prunus `St. Julien´
En mer svagväxande grundstam än P. cerasifera. Träden blir 70 % av storleken jämfört med P. cerasifera. Börjar bära frukt tre–fyra år efter planteringen. Mycket god härdighet. Planteringsyta 10-15 m2 beroende på sort och jordmån.

### Prunus `Pixy´

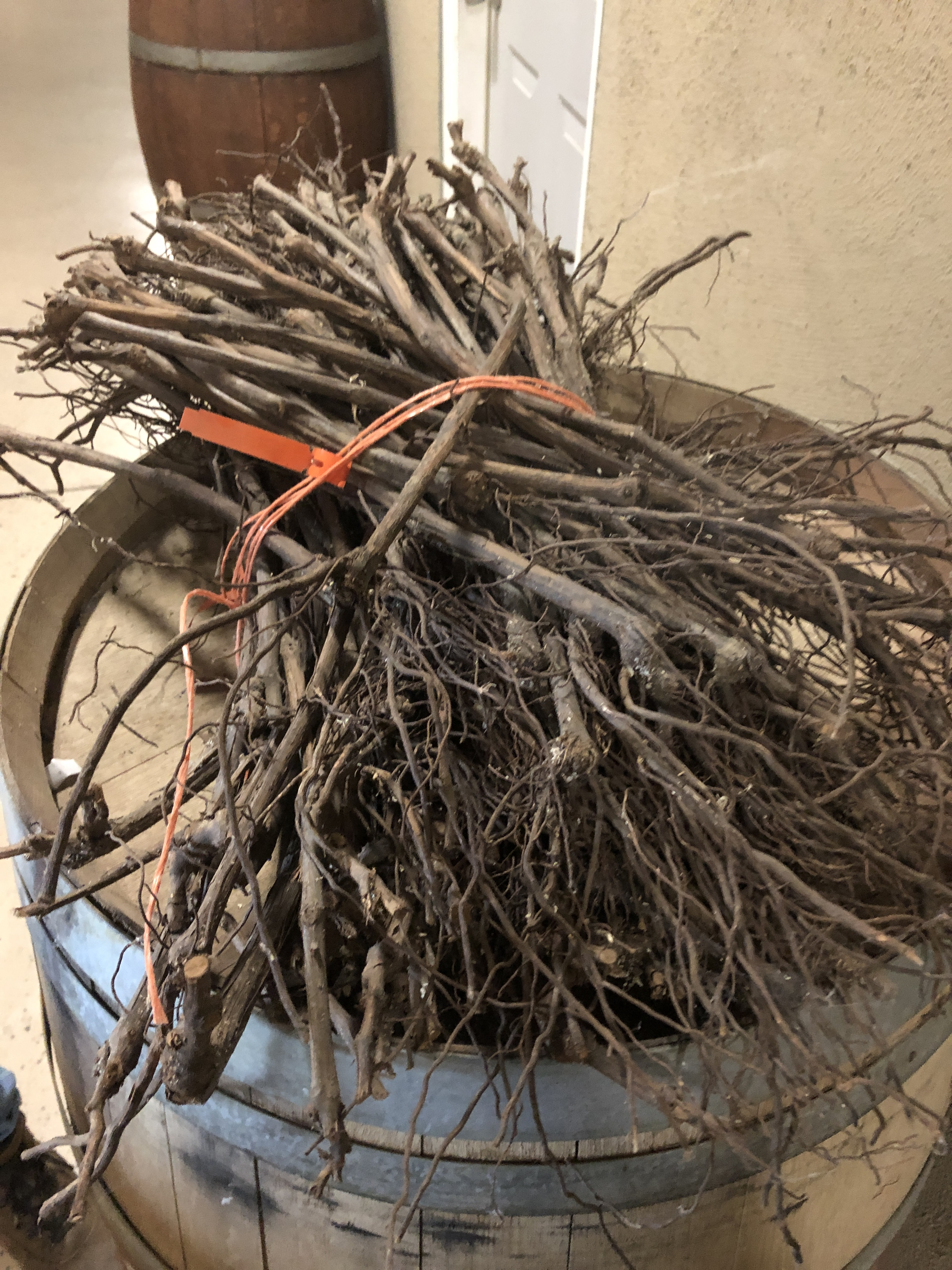
Överblivna rotstockar till vin. Om man förvarar plantor med rotsystemet oskyddat så att det kan torka ut är plantorna snabbt obrukbara. Man kan skydda rötterna med en blöt tygbit, jutesäck eller liknande. Bild från en vingård i Kalifornien, USA.

Svagväxande och härdig. Träden blir endast 30 % av storleken med P. cerasifera. Börjar bära frukt redan två–tre år efter plantering. Mycket god härdighet. Planteringsyta 6-8 m2 beroende på sort och jordmån.

## Päron

### Pyrus communis
Starkväxande, ger stora träd med bra rot och god jordförankring. Fruktsättningen kan ta några år. God härdighet. Planteringsyta 15-25 m2 beroende på sort och jordmån. 

### Pyrus communis `Pyrodwarf´
Svagväxande och härdig. Bär frukt tidigare, efter tre–fyra år. God härdighet. Planteringsyta 8-12 m2 beroende på sort och jordmån.

## Rosor
Grundstammar till rosor kan fröförökas eller förökas genom vedartade sticklingar. Rosa multiflora  (Japansk klätterros) är en av vanligare sorterna som används som grundstam och det finns många olika varianter av R. multiflora. 
En annan grundstam är Rosa canina (Stenros) som passar bäst för storblommiga rosor och den är härdigare än R. multiflora. Även R. canina finns i ett flertal varianter.
Rosa corifolia froebii är lämplig som grundstam för tyngre och kalkrika jordar.
Rosa rubiginosa (Äppelros) används som underlag till parkrosor.
Rosa x spaethiana, ibland kallad Holländsk ros,  användes förr i tiden som grundstam.

## Vin

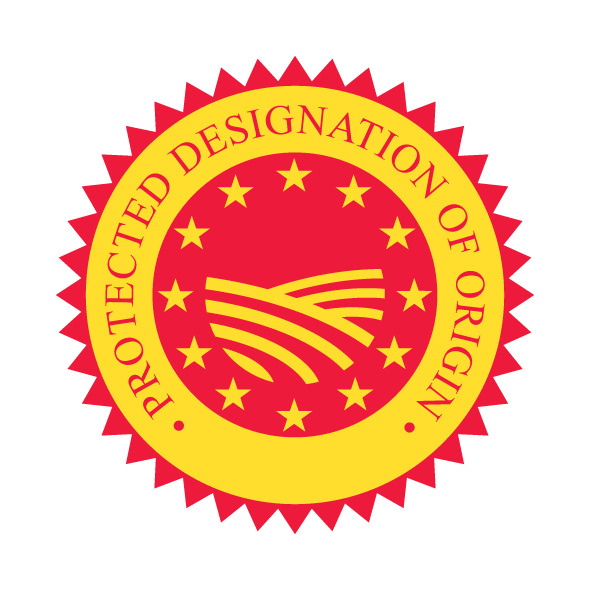
PDO logotyp

Vin, Vitis, har många hundra olika grundstammar och nya tillkommer hela tiden. De har i regel sitt ursprung, från början, i nordamerikanska vilda sorter. Vitis riparia, Vitis rupestris och Vitis berlandieri är de som är mest motståndskraftiga mot vinlus. Vitis champini och Vitis longii är de som är mest motståndkraftiga mot nematoder. Utvecklingen har inneburit att en mängd nya korsningar har tagits fram för att möta olika utmaningar i skiftande odlingsmiljöer. 
För områden som t.ex. Champagne, där jorden är kalkrik, har rotstockar utvecklade från V. berlandieri haft framgång (exempelvis SO4, 41B och 333EM).
I områden som är utsatta för torka vill man ha grundstockar som har rötter som gräver sig ner djupt och för det har man tagit fram olika korsningar mellan V. berlandieri och V. rupestris. En del rotstockar framtagna från V. riparia har ytliga rotsystem och planteras i områden med tunna jordlager där bevattning används. 
I områden där salt är ett problem används rotstockar som är korsningar mellan V. berlandieri, V. champini och Vitis vinifera. Rotstocken påverkar också själva druvan, smaken på vinet och volymen på skörden etc. Rätt val av rotstock är lika viktigt som val av druva.
Dessutom finns det lagstiftning, s.k. appellationsbestämmelser, som kan ange vilken eller vilka rotstockar som är tillåtna i ett visst område. AOC är förkortning för den franska lagstiftningen och PDO är förkortning för den i stora delar av EU rådande lagstiftningen. I USA förkortas lagstiftningen AVA.
Frankrike har ett trettiotal rekommenderade rotstockar, och förutom de redan nämnda, bl.a. Richter (110R), Fercal, Couderc (3309) och Ruggeri.

## Äpple

### Frögrundstammar

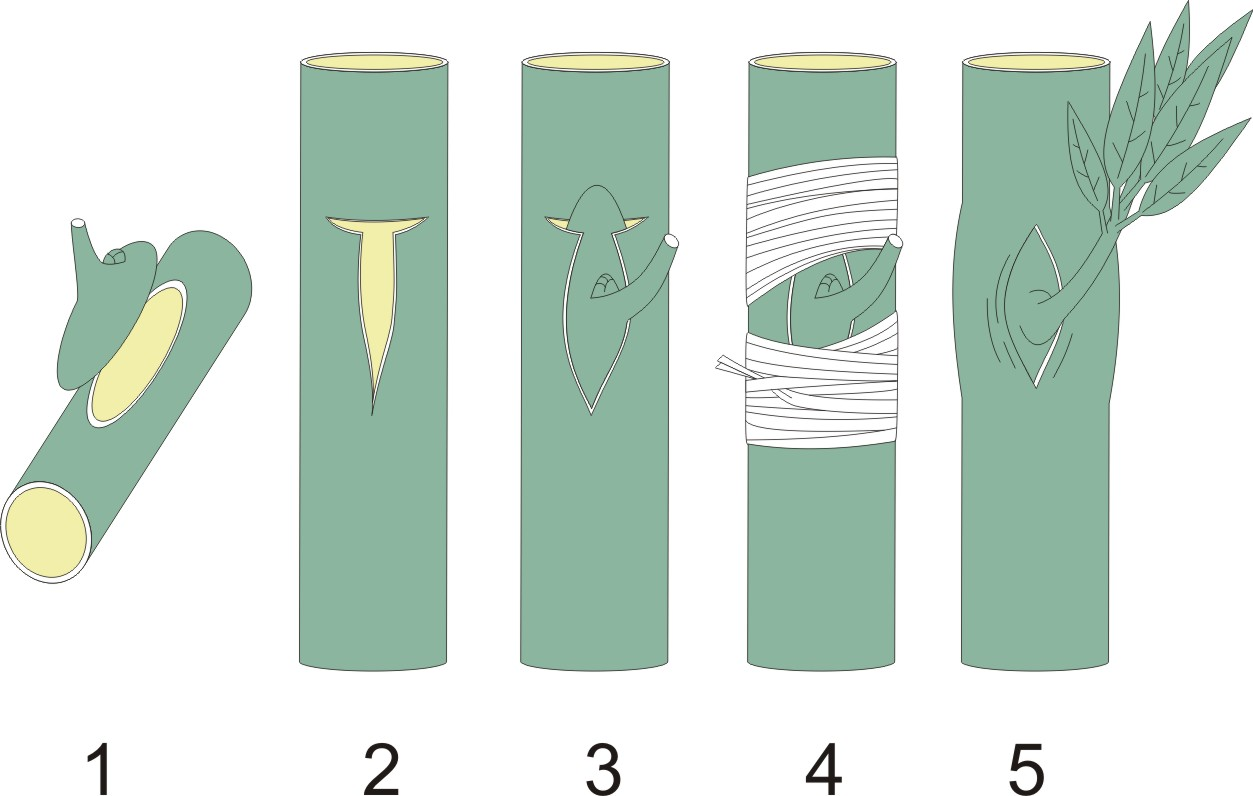
Okulering innebär att man "transplanterar" en knopp, kallat öga på trädgårdsspråk (öga = oculus). Knoppen överförs från en sort till en annan. Man skär ett snitt i grundstammen och motsvarande snitt under en knopp i ädelsorten. Därefter flyttar man knoppen till rotunderlaget, virar med bast, lackar med ympvax runt snitten och hoppas att resultatet skall bli en livskraftig gren att bygga den nya plantan på. Det viktiga är att det vattenförande skiktet mellan veden och barken får kontakt. Därför är det avgörande att snitten är exakta. För att undvika infektioner får man heller inte smutsa ner snitten med jord eller annat.

Fröplantor från äpplesorten Antonovka används som frögrundstammar och de är starkväxande och härdiga – vanliga i Finland Andra sorter som har använts i Sverige är plantor från kärnor från franska cideräpplen, äpplet Grahams Jubileumsäpple och äpplet Socker-Miron. Både Antonovka och Socker-Miron har bra vinterhärdighet. Frögrundstammen Northern Spy är blodlusresistent och har använts vid framtagning av Malling-Merton-serien, förkortade MM, i dagligt tal kallade MM-grundstammar. Frön från s.k. triploida äpplesorter går inte att använda.
(Triploida sorter är till exempel Gravensteiner, Ribston och Folke. Triploida sorter uppstår spontant när kromosomantalet inte reduceras på normalt sätt efter bildande av fröanlaget, de har s.a.s. fler kromosomer än vanligt. Dessa sorter kan heller inte pollinera andra äpplesorter. Triploida sorter ger dock ovanligt stora äpplen)

### A2
A2 är en svensk mycket härdig grundstam och den vanligaste. A2 ger ett träd med kraftig tillväxt och stadig rot med god jordförankring. Trädet blir motståndskraftigt mot hård vind och ger god skörd. Det tar cirka fyra år innan träd ympade på A2 bär frukt. Grundstammens härdighet är upp till zon 1-5(6). Planteringsyta är beräknad till 15-25 m2 beroende på sort och beskärning. A2 har forskats fram av Sveriges lantbruksuniversitet i Alnarp (därav A:et). Den är härdigare än de flesta andra grundstammar på marknaden och lämpar sig därför mycket bra i nordligare klimat som det vi har i Skandinavien. Trädens omfattning blir cirka 80% jämfört med storleken på träd ympade på fröplantor från Antonovka.  Ett äppleträd på grundstammen A2 kan bli 100 år. A2 är dock mycket mottaglig för päronpest.

### B9
En rysk grundstam som är svagväxande och ger ett mindre träd, endast 35 % av storleken jämfört med A2. Roten blir svagare och jordförankringen inte så stark. Således bör stödstolparna sitta kvar hela trädets livstid. Trädet börjar bära frukt tidigt. B9 har den bästa härdigheten av alla grundstammar. Planteringsyta 6-8 m2 beroende på sort och jordmån. B9 ganska svagväxande träd där frukterna är lättåtkomliga. Den passar även mycket bättre i en liten villaträdgård än ett mer starkväxande träd.  I torra områden är det viktigt att vattna eftersom rotsystemet är litet. De här grundstammarna är lämpliga om man vill göra en äppelhäck. Plantera med 80 cm mellanrum efter en spalje så får man plats med många sorter. Träden bär ofta redan vid två års ålder. Träden blir troligen inte äldre än 20 år.

### B118

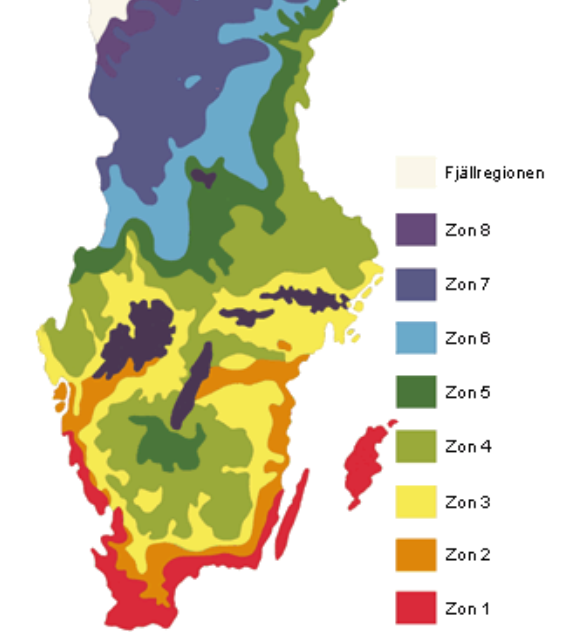
Växtzoner är avgörande för valet av grundstam.

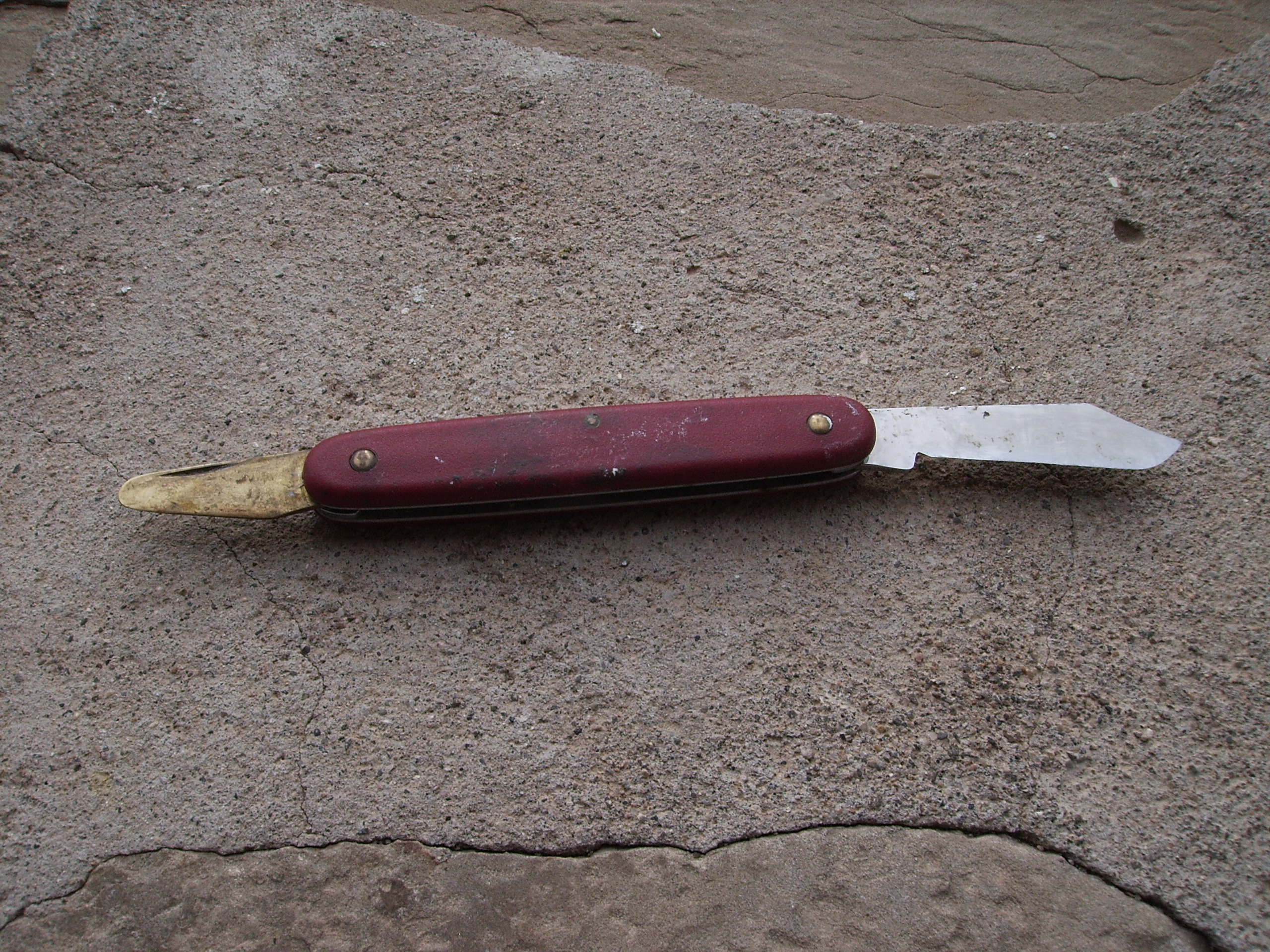
Kniv för ympning och okulering. Det vänstra verktyget är till för att lossa barken vid okulering.

Rysk härdig grundstam. Trädet blir ca 60% av Antonovka. Bra rotsystem. Lämpligt underlag för ett medelstort träd i kalla områden.

### Malus B396
Likt B9. Odlingsträd, klarar -34 °C

### B491
Likt B9. Odlingsträd, ca 1 m mellan plantorna 15–25 år.

### Bemali
Bemali är mera svagväxande än M26 och den blir bara ca 1,5 meter hög (avsedda för balkonger).

### Lunds Doucin
En dansk kraftigväxande grundstam.

### M4

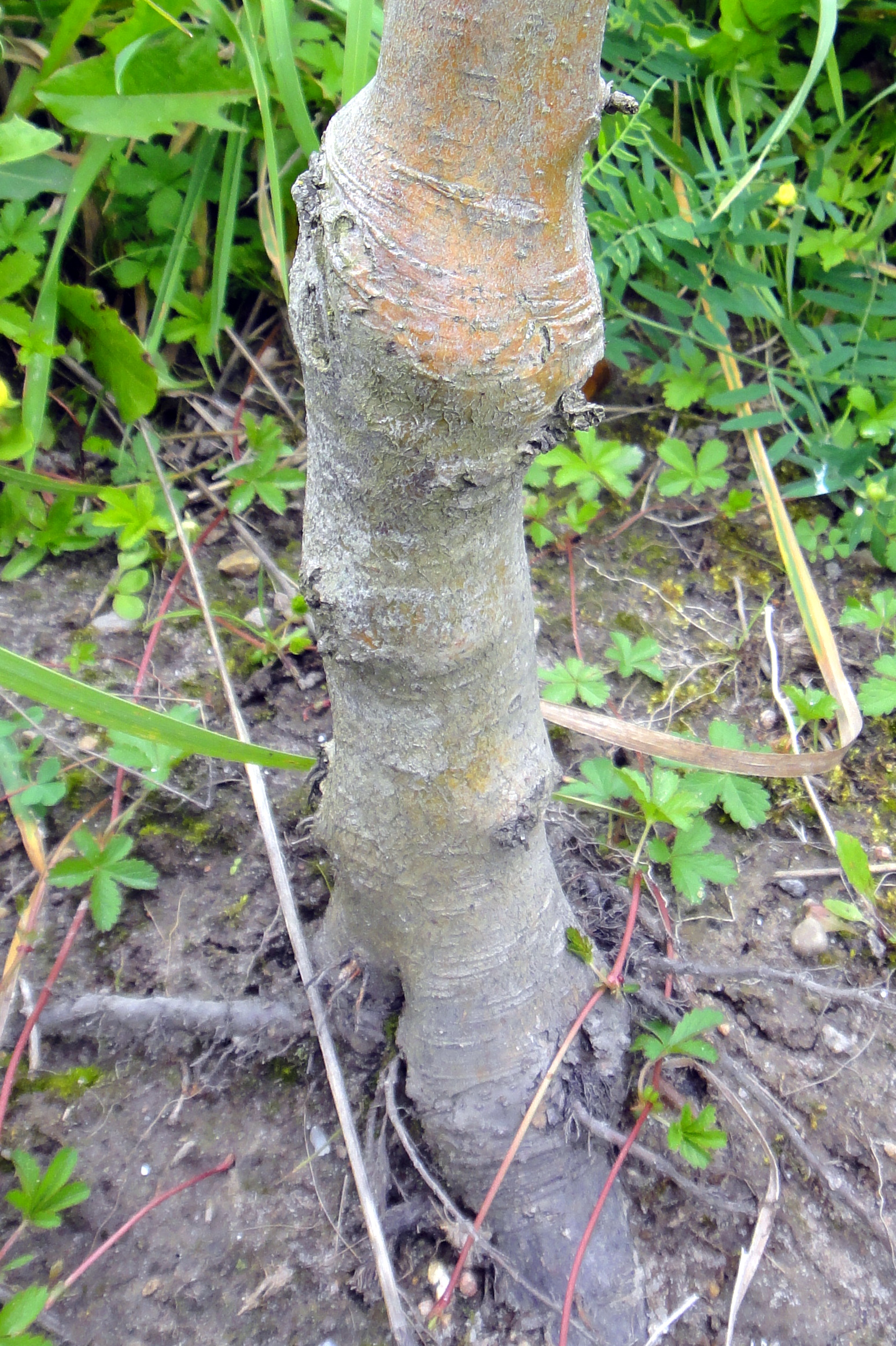
Tydligt ympställe på äppleträd. Grått nedtill och mer brunt upptill, samt en svullnad däremellan.

Den vanligaste grundstammen i Sverige för svagväxande träd fram till omkring år 1950. Kallas även för Gul Doucin. Ger mer starkväxande träd än M9. Träden bär typiskt ett år senare än M9. Nackdelen är att träden ibland blåser omkull. Ger träd som är 47% av A2.

### M1  M2  M5
Har i liten utsträckning använts i Sverige.

### M13
Lika kraftigväxande och senbärande som fröstam.

### M16
Ketzinder Ideal. 
Är lika kraftigväxande som fröstam. Men ger ett mer enhetligt resultat.

### M7
Relativt kraftig tillväxt, måttlig produktivitet. Ger träd som är 67% av A2.

### M9
M9 är en mycket svagväxande grundstam, ca 30% av Antonovka. Rotsystemet är klent och trädet behöver stöd hela livet samt är känsligt mot torka. M9 är den vanligaste grundstammen i moderna, kommersiella äppelodlingar. Där sätter man träden med 80-100cm mellanrum. Trädet bär snabbt vilket är viktigt i en kommersiell odling. Vill man göra en enkel frukthäck så är M9 bra. Trädet blir inte äldre än max 20 år. Den är dock bara härdig i zon1 (2)

### M26

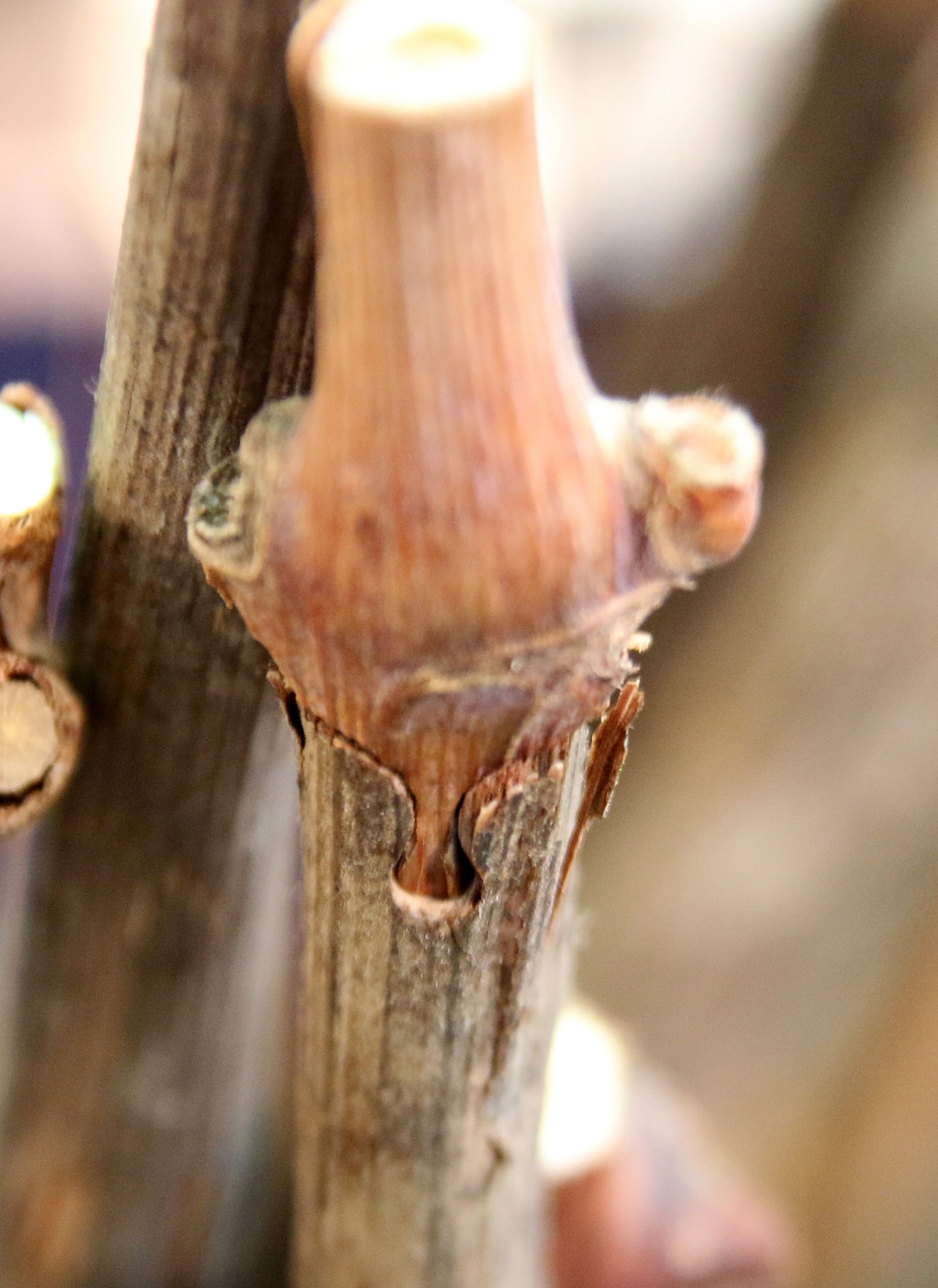
Nutidens vinodlare (2023) köper vanligen färdigympade plantor från en plantskola. Ympen är applicerad på ett sätt som bara är möjligt med moderna verktyg. Den ansluts som en pusselbit till grundstammen och sitter mycket bättre än tidigare varit fallet. Här med två knoppar/ögon ovan grundstocken. Den här typen av ympning kallas "omegaympning".

M26 är en engelsk grundstam som ger ett ganska litet träd (ca 40% relativt Antonovka). Dessa träd har relativt kort livslängd.

### M27
M27 är mycket svagväxande med bra och tidig produktivitet.

### MM104
Malling-Merton 104 ger träd vars omfång är 74% i förhållande till Alnarps A2.

### MM106
MM106 är en engelsk grundstam (korsning mellan Northern Spy och M1) som inte är lika härdig som A2. Trädet kan planteras med 2000 träd/hektar. Trädets omfång blir 53% jämfört med A2. Trädet välter inte lika lätt som med M4, ger mindre skorv än M9 och tål torka bättre än B9 och M9. Beräknad livslängd är 20–30 år.

### MM111
MM111 är en engelsk grundstam (korsning mellan Northern Spy och Merton 793) Den har kraftig tillväxt och ganska bra produktivitet

### P22
P22 är en polsk grundstam och extremt svagväxande med bra produktivitet men känslig beträffande torka.